# آسوالاپیتیا
آسوالاپیتیا (به لاتین: Aswalapitiya) یک منطقهٔ مسکونی در سری‌لانکا است که در استان مرکزی (سری‌لانکا) واقع شده‌است.